# Gianluca Rocchi
Pour les articles homonymes, voir Rocchi (homonymie).
Gianluca Rocchi, né le 25 août 1973 à Florence en Italie, est un arbitre international italien de football.

## Biographie
Le 16 mai 2004, Gianluca Rocchi arbitre sa première rencontre de Serie A lors d'un match opposant l'US Lecce à la Reggina Calcio.
Son nom est cité dans l'affaire du Calciopoli à la suite de son arbitrage suspicieux du match opposant le Chievo Vérone à la Lazio Rome. Il exclut en effet deux joueurs du Chievo et leur refuse un penalty semblant évident.
Le 31 juillet 2008, il arbitre sa première rencontre de Coupe UEFA lors d'un match opposant l'APOEL Nicosie au FK Pelister Bitola. Le 1er avril 2009, il dirige son premier match international au cours d'une rencontre entre la Suisse et la Moldavie comptant pour les éliminatoires de la coupe du monde 2010.
Gianluca Rocchi reçoit le prix Giovanni Mauro du meilleur arbitre italien à l'issue de la saison 2008-2009.
En 2009-2010, il dirige sa première rencontre de ligue des champions lors du tour préliminaire entre le SK Slavia Prague et le FC Sheriff Tiraspol le 5 août 2009.
Il est suspendu lors du mois d'octobre 2011 après avoir accordé un penalty au SSC Naples face à l'Inter Milan et expulsé Joel Obi alors qu'il n'y avait pas faute, et que si faute il y avait, elle n'était de toute façon pas dans la surface.
Gianluca Rocchi est sélectionné pour diriger des matches lors des Jeux olympiques 2012.
En 2014, il est à nouveau suspendu un mois à la suite de sa performance plus que douteuse lors du match opposant la Juventus de Turin à l'AS Roma.
Il a arbitré 2 matchs de la Coupe des confédérations 2017.
Il a arbitré la Supercoupe de l'UEFA 2017.
Il est sélectionné pour la Coupe du monde 2018.
Le 13 mai 2019, Gianluca Rocchi est désigné par l'UEFA pour arbitrer la finale de Ligue Europa 2018-2019 entre les clubs anglais de Chelsea et Arsenal le 29 mai 2019 à Bakou.
Le 5 novembre 2019, il réédite une performance contestée durant le match de Ligue des Champions Chelsea-Ajax Amsterdam en accordant un but hors-jeu à César Azpilicueta (2-4), puis en excluant coup sur coup Daley Blind et Joël Veltman à la 69e minute de jeu. On remarque, dans chaque affaire, une similarité de procédé étrange avec ce qui lui avait valu une citation dans l'affaire de corruption du Calciopoli : 2 cartons rouges, des penaltys litigieux accordés, etc. Une pétition est lancée contre lui à la suite du match pour qu'il n'arbitre plus de match de Ligue des Champions.
Il prend officiellement sa retraite en tant qu'arbitre le 1er août 2020 après son dernier match opposant la Juventus Turin à l'AS Rome comptant pour le championnat d'Italie de football.